# Jan Jiskoot
Johannes Jan Jiskoot (Dordrecht, Países Bajos, 3 de marzo de 1940) es un nadador retirado especializado en pruebas de estilo combinado. Fue subcampeón de Europa en 400 metros estilos durante el Campeonato Europeo de Natación de 1962.

## Palmarés internacional
| Campeonato Europeo de Natación | Campeonato Europeo de Natación | Campeonato Europeo de Natación | Campeonato Europeo de Natación |
| Año                            | Lugar                          | Medalla                        | Prueba                         |
| ------------------------------ | ------------------------------ | ------------------------------ | ------------------------------ |
| 1962                           | Leipzig ( Alemania)            | Medalla de bronce              | 4 × 100 m estilos              |
| 1962                           | Leipzig ( Alemania)            | Medalla de plata               | 400 m estilos                  |